# NATM 공법
신오스트리아 터널 공법(新오스트리아 터널 工法, 영어: New Austrian Tunneling Method 뉴 오스트리안 터널링 메소드[*], 독일어: Neue Österreichische Tunnelbaumethode 노이에 외스터라이히셰 투넬바우메토데[*])은 줄여서 NATM 공법, 혹은 NÖT 공법으로 명명된 터널 공법으로 1957년과 1965년 사이에 오스트리아에서 개발되었다. 이 명칭은 1962년 잘츠부르크에서 재래식 오스트리아 터널 공법과 구별하기 위하여 명명되었다. 이 공법의 주요 개발자들은 라디즐라우스 폰 랍체비치, 레오폴트 뮐러, 프란츠 파허다. 이 공법의 요점은 주변 지반의 응력을 터널의 주지보로 활용하는 것이다.

## 개요
1956년 오스트리아에서 개발하였으며, 1962년 국제암반학회에서 NATM이라 명명하였다.
대한민국에서는 1982년 서울 지하철 4호선 퇴계로2가 구간의 시공에 최초로 적용된 이래 최근까지 많은 현장에서 적용되고 있다.
각 연구기관 및 전문회사의 지속적인 연구를 통해 기술적, 경제적으로 공법이 잘 적용되어 가고 있다.

## 공법의 주요 원리
- 원 지반 본래의 강도를 유지시켜 원 지반 자체를 주요 지반 보호 자재로 이용한다.
- 지반의 변위를 허용하되, 보조 지반 보호

- 환기
- 버력처리
- 보조지보재시공 : 와이어메시, 숏크리트, 락볼트, 강지보 등
- 방수막시공
- 라이닝콘크리트 타설

## NATM 계측
- 지표침하 측정
- 지중침하 측정
- 내공변위 측정
- 천단침하 측정
- 지중변위 측정
- 록볼트축력 측정
- 숏크리트응력 측정
- 발파진동 및 소음 측정

| - 지반변화에 대한 적응성이 좋다. - 적용단면의 범위가 넓어 시공성 및 경제성이 우수하다. - 기계가 중심이 되므로 적은 인원으로도 공사가 가능하다. - 범용성이 높고, 보조적 공법과 조합하여 토질과 지반의향에 관계 없이 굴착할 수 있다. - 단면이 큰 터널도 쉽게 만들 수 있다. - 곡선방향으로도 굴착이 가능하다. | - 계측 및 시공시 전문인력이 필요하다. - 공정이 다소 복잡하다. - 다수의 장비가 활용되므로 소규모 단면의 시공에는 경제성이 떨어진다. - 화약발파로 낙반사고의 가능성이 있다. - 천공, 숏크리트분진, 발파가스로 인하여 작업환경이 불량하다. - 발파 진동 및 소음으로 인한 주변 피해 및 민원발생 가능성이 있다. |

## NATM 이외의 터널 굴착공법
- ASSM(American Steel Support Method)공법
- NMT(Norwegian Method of Tunnelling)공법
- TBM(Tunnel Boring Machine)공법
- 침매터널

## 같이 보기
- 지반공학